# Jagdpanzer V
Pour les articles homonymes, voir Jagdpanzer.
 (février 2011).
Si vous disposez d'ouvrages ou d'articles de référence ou si vous connaissez des sites web de qualité traitant du thème abordé ici, merci de compléter l'article en donnant les références utiles à sa vérifiabilité et en les liant à la section « Notes et références ».
Le Jagdpanzer V Jagdpanther (en allemand, litt. Panthère de chasse) était un chasseur de chars basé sur le châssis du char Panther construit par l’Allemagne au cours de la Seconde Guerre mondiale.

## Développement
La commande d’un chasseur de chars lourd dont la conception devait être basée sur le canon PaK 43 de 88 mm et le châssis du char Panther fut passée à la fin de 1942 sous le nom d’inventaire SdKfz 173. La production commença début 1944 et c’est à ce moment qu'Adolf Hitler lui donna le nom « Jagdpanther ».

## Protection
Les pans inclinés du char augmentent naturellement sa protection. Ainsi, les 80 mm à 35° de la plaque frontale de la superstructure équivalent à 140 mm de blindage vertical, et les 60 mm avant du châssis équivalent à 105 mm de blindage vertical. Le blindage latéral de la superstructure n'étant que de 50 mm à 35°, et de 40 mm à l'arrière, l'engin doit absolument éviter de présenter ses flancs ou son dos à l'ennemi, surtout qu'avec une hauteur de 2,72 mètres et une longueur de châssis de 6,87 mètres, il est une cible facile à atteindre.

## Armement
Le Jagdpanther était armé d'une version modifiée du canon antichar tracté 88 mm Pak 43, à l'exemple du Sdkfz 164 Hornisse ou du Tiger II ; d’une mitrailleuse MG34 à droite sur le bouclier frontal pour la défense rapprochée, et d'un mortier de toit de 90 mm Nahverteidigungswaffe. Son canon de 88 mm (soit un tube de 6,248 mètres) tirait trois types d'obus antichars :
- le Panzergranate 39/43 de 10,2 kg permettant de percer 165 mm de blindages à 1 000 mètres sous une incidence de 30°, ou encore 132 mm à 2 000 mètres ;
- le rare obus à pointe en tungstène de 7,3 kg Panzergranate 40/43 capable de percer 153 mm de blindage à 2 000 mètres ;
- l'obus à charge creuse Gr. 39/3 HL, peu utilisé car peu précis sauf à courte portée.

Ce canon tirait aussi l'obus explosif de 9,4 kg Sprenggranate 43. Le Jagdpanther se trouvait donc en mesure de détruire tout type de char allié en 1944-1945 jusqu'à au moins 1 000 mètres, mais il n'était pas à l'abri de tirs des chars JS-2 soviétiques ou M26 Pershing américains à la même distance. Pour accroître les chances de survie du véhicule, les Panzerjagertruppen s'efforcèrent de ne l'utiliser qu'en défensive, camouflé dans une grange ou derrière un mur, et protégé de l'infanterie adverse par quelques grenadiers. Une autre astuce consistait à utiliser le pointage négatif de 8° en site, en plaçant le Jagdpanther sur le revers d'une crête, seule une faible partie du haut de caisse restant visible de l'ennemi.
La première version du Jagdpanther possédait un groin de protection soudé autour du canon, qui sera remplacé par un groin boulonné. Elle possédait aussi deux épiscopes pour le conducteur, remplacés par un unique épiscope pour simplifier la production. Certains engins seront dotés d'un canon en deux sections pour faciliter le changement du tube après l'usure de l'âme.

## Production

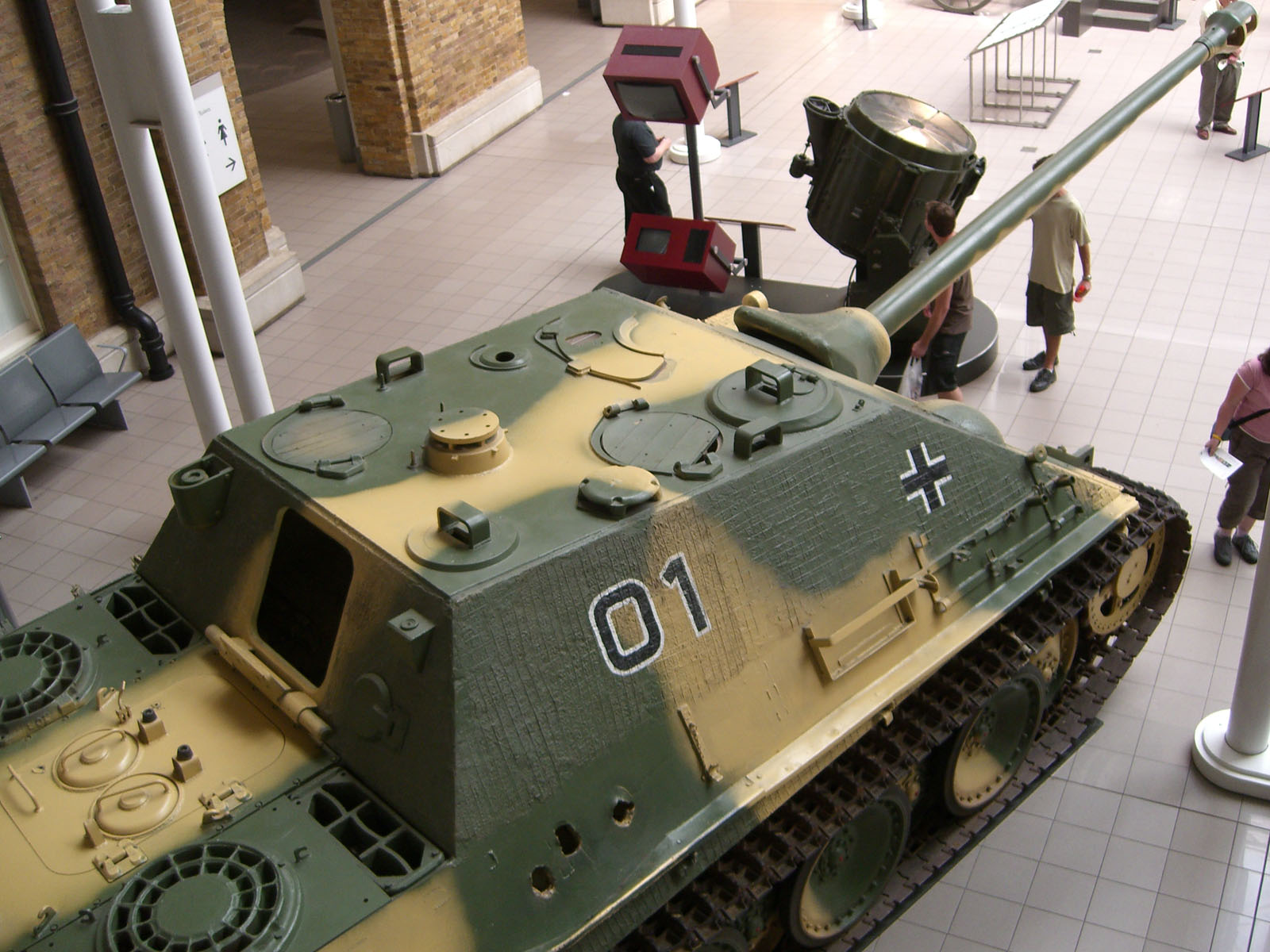
Jagdpanther vu du dessus. Véhicule exposé au Imperial War Museum.

415 Jagdpanther furent construits en 1944 et 1945. Une dernière série d'une douzaine d'exemplaires fut produite après la fin de la guerre, sous la supervision du corps des ingénieurs de l'armée britannique, puis expédiés en Angleterre pour étude. L'un d'eux est exposé au musée de Bovington.

## Utilisation
Les Jagdpanthers furent principalement affectés aux bataillons de chars lourds et servirent essentiellement sur le Front de l'Est. Néanmoins, les premiers exemplaires furent engagés lors de la Bataille de Normandie (12 exemplaires en dotation dans le 654e Schwere Panzerjäger-Abteilung), et un nombre significatif d'autres exemplaires furent utilisés lors de la bataille des Ardennes et de la bataille de la poche de Colmar en janvier 1945 (25 janvier au 2 février 1945 à Jebsheim et Windensolen) comme l'atteste les photos du 1er RCP qui la combatit.

## Survivants
Quatre Jagdpanthers survivants sont remis en état de marche, un au Deutsches Panzermuseum, à Munster, en Basse-Saxe: Il s’agit d’une épave découverte sur un champ de tir restaurée par un groupe historique britannique, l’association SdKfz, pendant quatre ans. Un autre est au Musée de l'armement de la Bundeswehr (WTS) de Coblence. La Fondation Weald au Royaume-Uni a restauré le Jagdpanther Ausf. G2 n°411 en état de marche et en a un deuxième est en cours de restauration. L'Imperial War Museum de Duxford près de Londres, au Royaume-Uni, a remis en état de marche un Panzerbefehlswagen Jagdpanther de commandement.

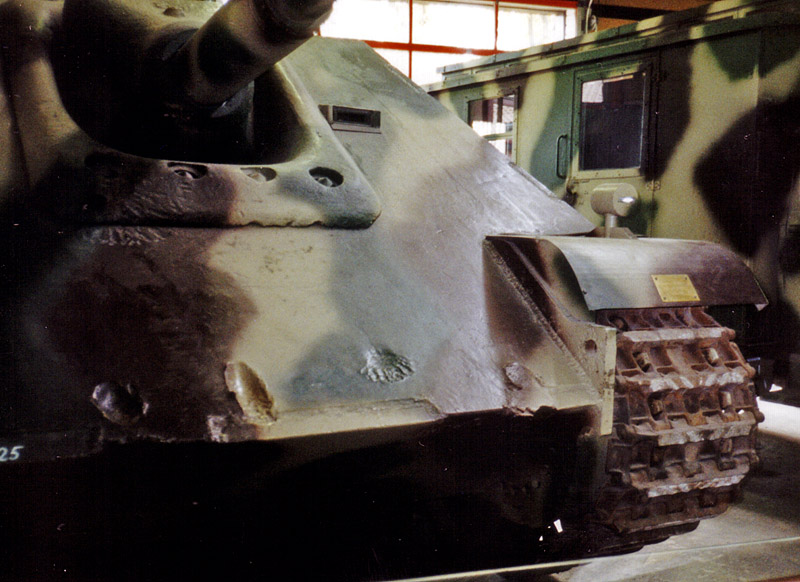
Le blindage frontal présente des impacts d'obus(Ce Jagdpanther est exposé au Panzermuseum Munster)

Il existe en outre 7 autres survivants exposés dans divers musées:
- Bovington Tank Museum, Dorset. Un de ceux assemblés par l'armée britannique, le Royal Electrical and Mechanical Engineers pour des essais, modèle de production tardive[1].
- Imperial War Museum Duxford, Cambridgeshire. Une première variante de production « Panzerbefehlswagen », avec trois trous d'obus sur le côté droit du compartiment moteur et le côté gauche, sectionné et ouvert à la vue du public. La provenance est incertaine, mais on prétend qu'il s'agit d'un blindé mis hors service lors de la bataille de Hechtel, en Belgique, par Hugh Griffiths[2], précédemment exposé à l' Imperial War Museum London.
- musée des blindés de Koubinka en Russie
- Musée des blindés, à Saumur, en France
- Sinsheim Auto & Technik Museum, Sinsheim, Germany
- Panzermuseum de Thoune (de), en Suisse.
- U.S Army Armor & Cavalry Collection, Fort Moore (formerly Fort Benning), Georgia, USA
- Musée australien des blindés et de l'artillerie, Cairns QLD, a achevé la restauration d'un Jagdpanther à partir de reliques du champ de bataille.
- The Wheatcroft Collection, Leicestershire, possède suffisamment de pièces pour en restaurer une autre, mais les pressions financières ont limité sa capacité à payer pour la restauration[3].